# Qendrim Gashi
Qendrim Gashi (3 januari 1991) is een Nederlands voetballer die als aanvaller voor Helmond Sport speelde.

## Carrière
Qendrim Gashi speelde in de jeugd van GOL Sport, LV Roodenburg, UVS, AFC Ajax en Vitesse/AGOVV. In 2011 vertrok hij van Vitesse naar Helmond Sport. Gashi debuteerde voor Helmond Sport op 13 april 2012, in de met 1-3 verloren thuiswedstrijd tegen SC Cambuur. Hij kwam in de 90+2e minuut in het veld voor Gillian Justiana. Na het seizoen 2011/12 vertrok hij bij Helmond Sport, waarna hij een jaar zonder club zat. In 2013 sloot hij aan bij Voorschoten '97, waar hij tot 2015 speelde. In 2015 vertrok hij naar Groene Hart Combinatie, maar nadat deze club in 2016 werd opgeheven keerde Gashi weer terug bij Voorschoten '97.

### Statistieken
| Seizoen                    | Club           | Land           | Competitie     | Competitie | Competitie | Beker | Beker | Totaal | Totaal |
| Seizoen                    | Club           | Land           | Competitie     | Wed.       | Dlp.       | Wed.  | Dlp.  | Wed.   | Dlp.   |
| -------------------------- | -------------- | -------------- | -------------- | ---------- | ---------- | ----- | ----- | ------ | ------ |
| 2011/12                    | Helmond Sport  | Nederland      | Eerste divisie | 1          | 0          | 0     | 0     | 1      | 0      |
| Carrièretotaal             | Carrièretotaal | Carrièretotaal | Carrièretotaal | 1          | 0          | 0     | 0     | 1      | 0      |
| Bijgewerkt op 7 maart 2018 |                |                |                |            |            |       |       |        |        |